# The Daughters of Men
The Daughters of Men è un film muto del 1914 diretto da George Terwilliger. La sceneggiatura si basa sul lavoro teatrale The Daughters of Men di Charles Klein andato in scena a New York il 19 novembre 1906.
Prodotto dalla Lubin Manufacturing Company e distribuito dalla General Film Company, era interpretato da Gaston Bell, Ethel Clayton, Robert Dunbar, Kempton Greene, Mabel Greene, Lilie Leslie.

## Trama
I fratelli Matthew e Reginald Crosby, insieme al cugino James Thedford, gestiscono una grande industria. Reginald, sposato a un'attrice, conduce vita sociale, dando delle feste talmente sontuose che, una di queste, di cui dà conto con un articolo il giornale di Oscar Lackett, provoca uno sciopero tra i lavoratori. Lo sciopero è guidato da Jem Burress, un ardente oratore; da Louis Stolbeck, un immigrato di origine tedesca, e da Louise, la volitiva figlia di Stolbeck, che è anche la ragazza di Jem. John Stedman, un avvocato specializzato in cause legate al mondo del lavoro, cerca di moderare i toni della protesta, suscitando l'ammirazione di Grace, la sorella di Reginald, la quale decide di appoggiare la causa dei lavoratori. Intanto Jem, geloso dell'infatuazione di Louise per l'avvocato, tenta di screditarlo con i membri del sindacato. Louise, allora, si reca da Stedman per metterlo sull'avviso, ma in casa arriva anche Grace, venuta per accettare la proposta di matrimonio che l'uomo le aveva fatto. Per dimostrare la sua devozione a John e alla causa, Grace chiede ai fratelli di venire anche loro nell'appartamento dell'avvocato. Quando tutti si ritrovano finalmente insieme, lo sciopero rientra e la situazione viene risolta.

## Produzione
Il film fu prodotto dalla Lubin Manufacturing Company di Siegmund Lubin.

## Distribuzione
Il copyright del film, richiesto dalla Lubin Mfg. Co., fu registrato il 28 marzo 1914 con il numero LU2397.
Distribuito dalla General Film Company, il film uscì nelle sale cinematografiche statunitensi il 13 aprile 1914.
Non si conoscono copie ancora esistenti della pellicola che viene considerata presumibilmente perduta.